# A.S.D. Socio Culturale Castiadas
Associazione Sportiva Dilettantistica Socio Culturale Castiadas là một câu lạc bộ bóng đá Ý có trụ sở tại Castiadas, Sardinia và được thành lập vào năm 1983.